# 盧卡紹韋 (丘胡伊夫區)
50°19′35″N 37°25′25″E / 50.32639°N 37.42361°E
盧卡紹韋（烏克蘭語：Лукашове）是位於烏克蘭東部的村莊，由哈爾科夫州丘胡伊夫区的沃夫昌斯克市鎮負責管轄。該村始建於1795年，面積0.165平方公里，海拔高度191米，2001年人口56。